# Société française de biophysique
La Société française de biophysique (SFB) est une société savante française créée en 1982.
La Société a pour objectif de promouvoir le développement et d'assurer la diffusion de la Biophysique considérée comme la discipline scientifique orientée vers l'étude du fonctionnement et de la structure des organismes vivants à l'aide des concepts et des techniques relevant de la physique et de la physico-chimie, depuis le niveau moléculaire jusqu'à l'organisme entier.

## Historique
Vous pouvez retrouver un petit historique de la société écrit par Claude Hélène, dans le Bulletin d'Information numéro 16 paru en juillet 2002 à l'occasion du vingtième anniversaire de la SFB.

## Action
- Organisation biennale d'un Congrès National de Biophysique.
- Parrainage de Groupes Thématiques de la SFB.
- Parrainage de Colloques et d'écoles dans le domaine de la Biophysique.
- Attribution annuelle du Prix de Jeune Chercheur de la SFB.
- Édition de l'Annuaire des membres et d'un bulletin d'information semestriel.
- Diffusion régulière d'informations par courrier électronique à tous ses membres.

## Présidents
- Claude Hélène[1],[2] (1982)
- Michel Daune (1987)
- Jean-Marc Lhoste[4],[5] (1988)
- Philippe Devaux[6] (1989)
- Guy Hervé (1990)
- Éliane Taillandier (1991)
- Marius Ptak (1992)
- Jacques Paoletti (1993)
- Paul Vigny (1994-1997)
- Marc Lutz (1998-2001)
- Daniel Lavalette (2002-2006)
- Catherine Royer (2007-2008)
- Bruno Robert (2009-2012)
- Bruno Kieffer (2013 - 2016)
- Éric Ennifar (2017-2021)